# Antonio Giuseppe Maria Verro
Antonio Giuseppe Maria Verro (Palermo, 24 gennaio 1946) è un politico italiano.

## Biografia
Secondo quanto riportato dal Il Fatto Quotidiano sarebbe "amico di gioventù di Dell'Utri". È stato inoltre un dirigente all'Edilnord, assessore al demanio a Milano per Forza Italia dal 1997 al 2001 nella giunta presieduta da Gabriele Albertini, dal 2012 al 2015 ha ricoperto la carica di consigliere di amministrazione RAI.

### Elezione a senatore
Già deputato con Forza Italia nella XIV, XV e XVI legislatura.
Alle elezioni politiche del 2013 viene eletto senatore della XVII legislatura della Repubblica Italiana nella circoscrizione Lombardia per Il Popolo della Libertà. Si dimette tuttavia il 28 maggio 2013, in quanto consigliere di amministrazione RAI; gli subentra Enrico Piccinelli.